# Xã Platte, Quận Buffalo, Nebraska
Xã Platte (tiếng Anh: Platte Township) là một xã thuộc quận Buffalo, tiểu bang Nebraska, Hoa Kỳ. Năm 2010, dân số của xã này là 294 người.